# Leptopalpus rostratus
Leptopalpus rostratus is een keversoort uit de familie van de oliekevers (Meloidae). De wetenschappelijke naam is gepubliceerd in 1792 door Fabricius.